# Bibai
Bibai (美唄市; -shi) é uma cidade japonesa localizada na subprovíncia de Sorachi, na província de Hokkaido.
Em 2003 a cidade tinha uma população estimada em 30 145 habitantes e uma densidade populacional de 108,59 h/km². Tem uma área total de 277,61 km².
A cidade foi fundada a 1 de Abril de 1950.